# George Hamilton-Gordon
George Hamilton-Gordon, 4º Comte d'Aberdeen (Edimburg, Escòcia, 28 de gener de 1784-Londres, Anglaterra, 14 de desembre de 1860) va ser un polític britànic, Secretari d'estat per a Afers exteriors i Primer Ministre (1852–1855) de la Gran Bretanya.

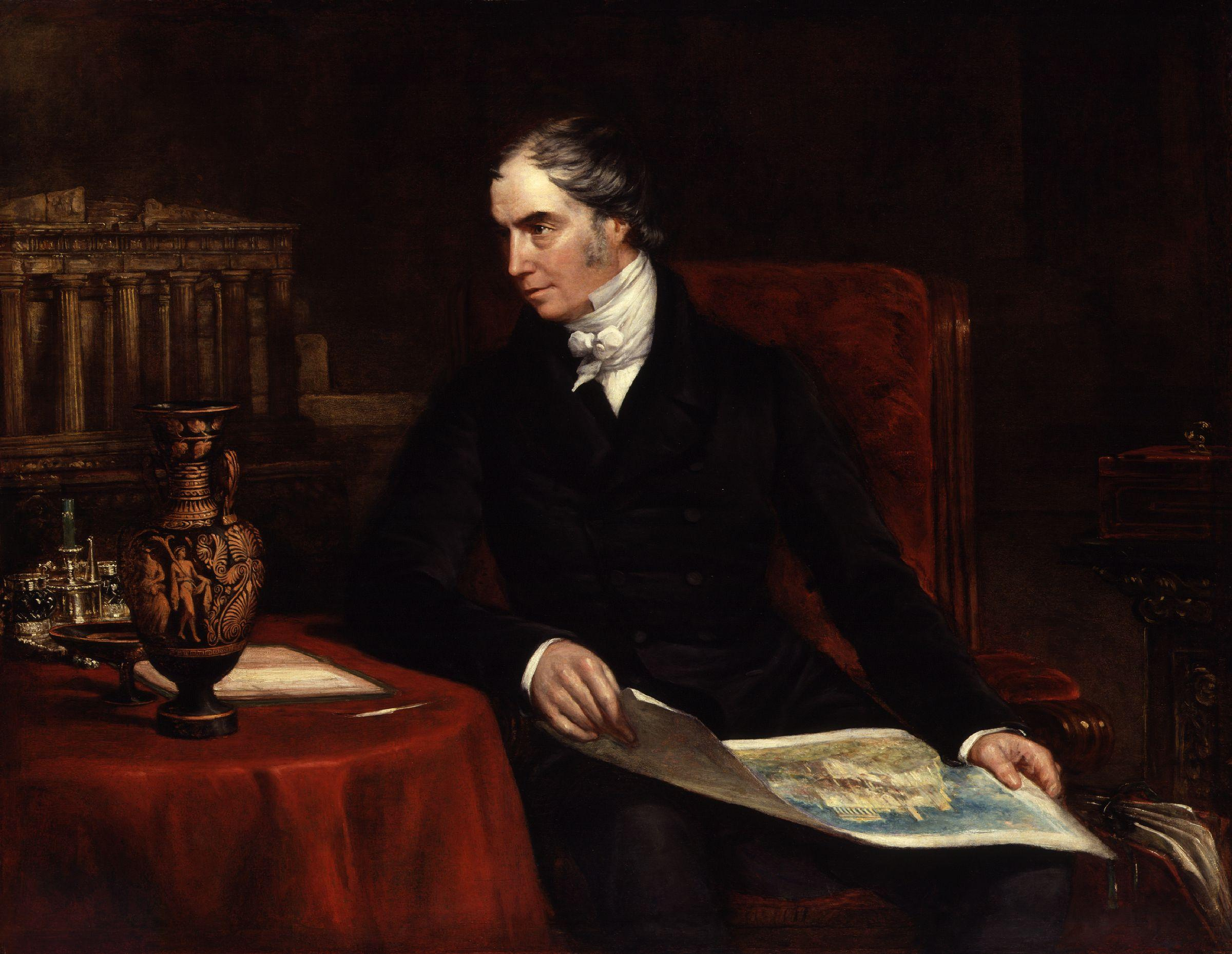
George Hamilton-Gordon.

Com a ambaixador especial a Àustria (1813), va ajudar a formar la coalició que derrotaria Napoleó i fou un dels signants del tractat de Paris de 1814. Com a secretari d'exterior (períodes 1828–1830 i 1841–1846), va tranquil·litzar les disputes limítrofes entre Canadà i els Estats Units amb el Tractat Webster-Ashburton i el Tractat d'Oregon.
Amb la caiguda d'Edward Smith-Stanley, comte de Derby, en desembre de 1852 fou nomenat primer ministre formant un govern de coalició, però la seva indecisió va complicar els esforços per la preservació de la pau i va portar a Gran Bretanya a participar en la Guerra de Crimea. Constitucionalment responsable dels errors dels generals britànics durant la bel·ligerància, va renunciar en 1855.